# エウダミダス2世
エウダミダス2世（古希: Εὐδαμίδας、在位：紀元前275年 - 紀元前245年）はエウリュポン朝のスパルタ王である。
エウダミダス2世は先代の王アルキダモス4世の子で、次代の王アギス4世とアルキダモス5世の父である。史料の沈黙のために、エウダミダスの治世についてはよく分かっていない。